# Station Varud
Station Varud (Noors: Varud holdeplass) is een halte in Varud in de gemeente Eidsvoll in fylke Viken  in  Noorwegen. De halte langs Hovedbanen werd geopend in 1853. Sinds 2004 stoppen er geen treinen meer in Varud.